# 826 Henrika
A 826 Henrika (ideiglenes jelöléssel 1916 ZO) a Naprendszer kisbolygóövében található aszteroida. Max Wolf fedezte fel 1916. április 28-án.